# Assimilation (biologie)
Pour les articles homonymes, voir Assimilation.
L'assimilation (du latin similis = semblable) désigne en biologie le processus par lequel des substances et des matériaux extérieurs au corps sont transformés en substances et matériaux intérieurs au corps.

## Exemples d'assimilation biologique
- La photosynthèse, processus par lequel le dioxyde de carbone et l'eau sont transformés dans les cellules des plantes en un certain nombre de molécules organiques.
- La fixation de l'azote dans des molécules organiques du sol grâce à des bactéries symbiotiques qui vivent sur les racines de certaines plantes, comme les légumineuses.
- L'absorption des nutriments dans le corps après que les aliments ont été digérés dans l'intestin et leur transformation en tissus et en fluides biologiques.
- L'assimilation a lieu dans chaque cellule du corps pour aider à générer de nouvelles cellules.